# Shonan Bellmare
Shonan Bellmare (jap. 湘南ベルマーレ, Shōnan berumāre, nach der Region Shōnan und von ital. bella mare = „schönes Meer“) ist ein japanischer Profi-Fußballverein aus der Hafenstadt Hiratsuka in der Präfektur Kanagawa. Nach einer überaus erfolgreichen Periode Ende der 1970er-Jahre stieg der Verein im Jahr 1999 nach finanziellen Schwierigkeiten in die J. League Division 2 ab. Nach dem Wiederaufstieg in die J. League Division 1 zur Saison 2010 besitzt Bellmare den Status einer Fahrstuhlmannschaft und wechselt regelmäßig zwischen den beiden höchsten Profiligen hin und her. Seit der Saison 2018 spielt die Mannschaft nach zuvor einem Jahr in der J2 League wieder in der J1 League.

## Geschichte
Der Klub wurde bereits im Jahr 1968 unter dem Namen Tōwa Fudōsan Soccer-bu, englisch Towa Real Estate Development Soccer Club, in der Präfektur Tochigi als Werksmannschaft des gleichnamigen Immobilienunternehmens gegründet, einer Ausgründung aus dem Zenekon K.K. Fujita-gumi. Nachdem es in den 1960er- und 70er-Jahren unter den großen Industrieverbünden (Keiretsu) immer beliebter wurde, sich mit einem hochklassigen Fußballverein zu schmücken, engagierte sich Fujita-gumi, inzwischen Fujita Kōgyō, bald bei Tōwa. Die Fußballmannschaft wurde zur Saison 1975 in Fujita Kōgyō Soccer-bu (engl. Fujita Industries Soccer Club) umbenannt.
Es folgte die erfolgreichste Phase in der Geschichte des Vereins, mit zwei gewonnenen Doubles aus Meisterschaft und Kaiserpokal 1977 und 1979 sowie einem dritten Meistertitel 1981. Doch während bei den direkten Konkurrenten wie Mitsubishi (heute Urawa Red Diamonds), Yanmar Diesel (Cerezo Osaka) oder Furukawa (JEF United Ichihara Chiba) weiter kräftig investiert wurde, fiel Fujita ins sportliche Mittelfeld zurück, konnte sich aber dennoch bis 1990 in der Japan Soccer League (JSL) halten.
Die Zurückhaltung des Managements zeigte sich auch bei der Gründung der J. League 1992: Obwohl sportlich qualifiziert, verzichtete Fujita zunächst auf die Teilnahme an der Profiliga und meldete für die darunter neu geschaffene Japan Football League (JFL). Erst als der Verein ein Jahr später als erster Meister der JFL feststand, entschied er sich dafür, der J. League beizutreten. Dazu gab man sich wie die Gründungsmitglieder einen neuen Namen: Bellmare Hiratsuka. Das Wort Bellmare, ein Kofferwort aus den beiden lateinischen Begriffen bellum („schön“) und mare („Meer“), stellte die Verbindung zur Heimatstadt Hiratsuka her, die im Shōnan liegt, einer der beliebtesten Ferienregionen der Hauptinsel Honshū.
Es folgte eine weitere Erfolgsphase: 1994 siegte man erneut im Kaiserpokal und hätte auch um ein Haar das Finale um die Meisterschaft erreicht (am Ende fehlte nur ein Sieg zum Gewinn der Rückrunde), in der darauffolgenden Saison sicherte man sich im Finale gegen den irakischen Klub Al Talaba den Asienpokal der Pokalsieger und damit den ersten internationalen Titel. Dann setzte aber eine Phase des Niedergangs ein, an dem viele Kritiker dem konservativen Management die Schuld geben, das Talente eher verkaufte als in solche zu investieren. Beispielsweise wurde Hidetoshi Nakata, der vielleicht wichtigste japanische Spieler der späten neunziger Jahre, leichtfertig zum italienischen AC Perugia transferiert, ohne dass für gleichwertigen Ersatz gesorgt wurde. 1999 stieg man als abgeschlagener Tabellenletzter ab.
Als Folge des Abstiegs zog sich Fujita vollständig aus dem Verein zurück, der daraufhin in eine große Finanzkrise stürzte. Nur das Engagement des ehemaligen Stars Nakata, dessen Internetfirma als Sponsor einsprang, konnte den Konkurs verhindern. Eine grundlegende Neuorganisation hatte einen neuerlichen Namenswechsel zur Folge. Der Verein firmiert seitdem als Aktiengesellschaft (K.K.) unter dem Namen Shōnan Bellmare, um sich die Unterstützung der ganzen Region zu sichern. Dennoch dauerte es bis zum Ende der Saison 2009, ehe Bellmare den Weg zurück in die Erfolgsspur fand und wieder aufsteigen konnte. Es folgte eine 8-jährige Phase, in jener der Verein zwischen den beiden obersten Profiligen hin und her pendelte, Aufstiegen in die J1 League am Ende der Spielzeiten 2009, 2012 und 2014 stehen Abstiegen in die J2 League am Ende der Saisons 2010, 2013 und 2016 gegenüber.
2017 stieg man erneut auf, zum zweiten Mal seit 2014 als Erster der zweiten Spielklasse. Seitdem konnte man allerdings jede Erstligasaison den Klassenerhalt erreichen, wenn auch teilweise spät und auch knapp. In der Saison 2020 wurde man sogar Tabellenletzter, es sollte aber aufgrund einer Sonderregelung aus wirtschaftlichen Gründen wegen der COVID-19-Pandemie in Japan in jener Saison niemand absteigen. Während dieser Jahre war der beste Tabellenabschluss der 12 Rang im Jahre 2022. Dies gilt dennoch nicht als größter Erfolg, sondern gleich im ersten Jahr nach dem Aufstieg der Gewinn des J.League Cup 2018 mit einem Sieg gegen Yokohama F. Marinos im Finale in Saitama, was für den Verein den ersten Titel seit 1995 bedeutete. Im bedeutenderen Kaiserpokal, den man zuletzt 1994 gewinnen konnte, blieb das Abschneiden seit dem letzten Aufstieg allerdings auf einem überschaubaren Niveau, denn mehr als ein Viertelfinale 2022 sprang nicht heraus.

## Erfolge
- All Japan Senior Football Championship

Sieger: 1971
- Japan Soccer League

Meister: 1977, 1979, 1981
- JSL Cup

Sieger: 1973
- Kaiserpokal

Sieger: 1977, 1978, 1994
- Japan Soccer League Division 2

Meister: 1991/1992
- Japan Football League Division 1

Meister: 1993
- Asian Cup Winners’ Cup

Sieger: 1995
- J. League Cup

Sieger: 2018
- J2 League

Meister: 2014, 2017

## Rivalität
Historisch gehört Shonan zu der ehemaligen Provinz Sagami, während Yokohama und Kawasaki zu der Provinz Musashi gehörten. Aufgrund dessen herrscht eine lokale Rivalität mit den ansässigen Vereinen Yokohama F. Marinos und Kawasaki Frontale.
Weitere Rivalitäten unterhält man mit Cerezo Osaka, den Urawa Red Diamonds und Júbilo Iwata.

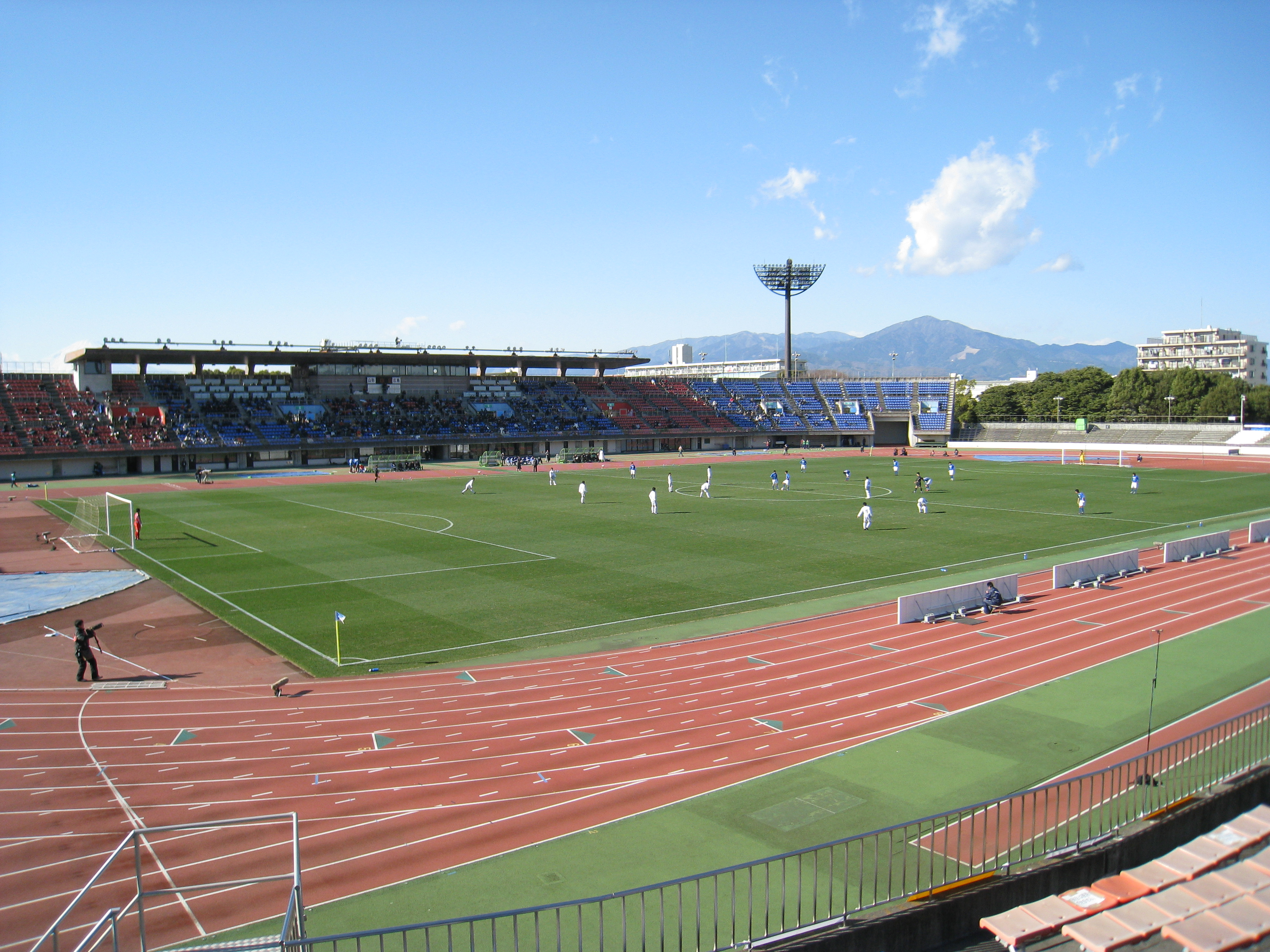
Lemon Gas Stadium Hiratsuka

## Stadion
Der Verein trägt seine Heimspiele im Lemon Gas Stadium Hiratsuka in Hiratsuka in der Präfektur Kanagawa aus. Das Stadion hat ein Fassungsvermögen von 15.380 Zuschauern. Eigentümer sowie der Betreiber ist die Stadt Hiratsuka.
Koordinaten: 35° 20′ 37″ N, 139° 20′ 28,6″ O

## Spieler
Stand: März 2025
| Nr. |           | Position | Name             |
| --- | --------- | -------- | ---------------- |
| 3   | Japan     | AB       | Taiga Hata       |
| 4   | Japan     | AB       | Kōki Tachi       |
| 5   | Japan     | AB       | Junnosuke Suzuki |
| 6   | Brasilien | MF       | Zé Ricardo       |
| 7   | Japan     | MF       | Kōsuke Onose     |
| 8   | Japan     | AB       | Kazunari Ōno     |
| 9   | Japan     | ST       | Yūtarō Oda       |
| 10  | Japan     | ST       | Akito Suzuki     |
| 13  | Japan     | MF       | Taiyō Hiraoka    |
| 14  | Japan     | MF       | Akimi Barada     |
| 15  | Japan     | MF       | Kōhei Okuno      |
| 16  | Japan     | ST       | Ryō Nemoto       |
| 17  | Japan     | MF       | Soki Tamura      |
| 18  | Japan     | MF       | Masaki Ikeda     |
| 19  | Japan     | MF       | Shō Fukuda       |
| 20  | Japan     | ST       | Sena Ishibashi   |

| Nr. |           | Position | Name               |
| --- | --------- | -------- | ------------------ |
| 21  | Japan     | TW       | Tatsunari Nagai    |
| 22  | Japan     | AB       | Kazuki Ōiwa        |
| 23  | Japan     | AB       | Kanaru Matsumoto   |
| 24  | Japan     | AB       | Kotaro Honda       |
| 25  | Japan     | MF       | Hiroaki Okuno      |
| 27  | Brasilien | ST       | Luiz Phellype      |
| 29  | Japan     | ST       | Keigo Watanabe     |
| 31  | Japan     | TW       | Kota Sanada        |
| 32  | Japan     | AB       | Sere Matsumura     |
| 33  | Japan     | AB       | Naoya Takahashi    |
| 37  | Japan     | MF       | Yūto Suzuki        |
| 41  | Japan     | TW       | Kōshirō Itohara    |
| 47  | Korea Sud | AB       | Kim Min-tae        |
| 50  | Japan     | MF       | Tomoya Fujii       |
| 77  | Japan     | ST       | Hisatsugu Ishii    |
| 99  | Japan     | TW       | Naoto Kamifukumoto |

## Saisonplatzierung
| Saison  | Liga | Teams | Pos. | Zusch./Sp. | J. League Cup      | Kaiserpokal   | Asien | Asien  |
| ------- | ---- | ----- | ---- | ---------- | ------------------ | ------------- | ----- | ------ |
| 1970–71 | KSL  |       |      |            |                    |               |       |        |
| 1972–89 | JSL1 |       |      |            |                    |               |       |        |
| 1990–91 | JSL2 |       |      |            |                    |               |       |        |
| 1992–93 | JFL1 |       |      |            |                    |               |       |        |
| 1994    | J1   | 12    | 5.   | 17.836     | 1. Runde           | Sieger        | -     | -      |
| 1995    | J1   | 14    | 11.  | 16.111     | -                  | 2. Runde      | -     | -      |
| 1996    | J1   | 16    | 11.  | 10.483     | Halbfinale         | Viertelfinale | APdP  | Sieger |
| 1997    | J1   | 17    | 8.   | 7.841      | Gruppenphase       | Viertelfinale | -     | -      |
| 1988    | J1   | 18    | 11.  | 10.158     | Gruppenphase       | 4. Runde      | -     | -      |
| 1999    | J1   | 16    | 16.  | 7.388      | 1. Runde           | 3. Runde      | -     | -      |
| 2000    | J2   | 11    | 8.   | 4.968      | 1. Runde           | 3. Runde      | -     | -      |
| 2001    | J2   | 12    | 8.   | 4.112      | 1. Runde           | 2. Runde      | -     | -      |
| 2002    | J2   | 12    | 5.   | 4.551      | -                  | 4. Runde      | -     | -      |
| 2003    | J2   | 12    | 10.  | 4.731      | -                  | 4. Runde      | -     | -      |
| 2004    | J2   | 12    | 10.  | 4.691      | -                  | 5. Runde      | -     | -      |
| 2005    | J2   | 12    | 7.   | 5.746      | -                  | 3. Runde      | -     | -      |
| 2006    | J2   | 13    | 11.  | 5.365      | -                  | 4. Runde      | -     | -      |
| 2007    | J2   | 13    | 6.   | 4.677      | -                  | 4. Runde      | -     | -      |
| 2008    | J2   | 15    | 5.   | 5.994      | -                  | 3. Runde      | -     | -      |
| 2009    | J2   | 18    | 3.   | 7.273      | -                  | 2. Runde      | -     | -      |
| 2010    | J1   | 18    | 18.  | 11.095     | Gruppenphase       | 3. Runde      | -     | -      |
| 2011    | J2   | 20    | 14.  | 6.943      | -                  | Viertelfinale | -     | -      |
| 2012    | J2   | 22    | 2.   | 6.852      | -                  | 3. Runde      | -     | -      |
| 2013    | J1   | 18    | 16.  | 9.911      | Gruppenphase       | 3. Runde      | -     | -      |
| 2014    | J2   | 22    | 1. ▲ | 8.478      | -                  | 3. Runde      | -     | -      |
| 2015    | J1   | 18    | 8.   | 12.208     | Gruppenphase       | 3. Runde      | -     | -      |
| 2016    | J1   | 18    | 17.  | 11.530     | Gruppenphase       | -             | -     | -      |
| 2017    | J2   | 22    | 1. ▲ | 8.454      | -                  | 3. Runde      | -     | -      |
| 2018    | J1   | 18    | 13.  | 12.120     | Sieger             | 4. Runde      | -     | -      |
| 2019    | J1   | 18    | 16.  | 12.848     | Gruppenphase       | 2. Runde      | -     | -      |
| 2020    | J1   | 18    | 18.  | 4.467      | Gruppenphase       | -             | -     | -      |
| 2021    | J1   | 20    | 16.  | 4.850      | Play-off-Spiele    | Achtelfinale  | -     | -      |
| 2022    | J1   | 18    | 12.  | 9.228      | Play-off-Runde     | 3. Runde      | -     | -      |
| 2023    | J1   | 18    | 15.  | 13.161     | Gruppenphase       | Viertelfinale | -     | -      |
| 2024    | J1   | 20    | 15.  | 11.315     | 1. Runde (Runde 2) | Achtelfinale  | -     | -      |
| 2025    | J1   | 20    |      |            |                    |               |       |        |

## Trainerchronik
| Trainer                 | Nation    | von                | bis                |
| ----------------------- | --------- | ------------------ | ------------------ |
| Yukio Shimomura         | Japan     | 1. Februar 1972    | 31. Januar 1979    |
| Yoshinobu Ishii         | Japan     | 1. Januar 1975     | 31. Dezember 1980  |
| Tsutomu Nakamura        | Japan     | 1. Februar 1981    | 31. Januar 1985    |
| Hidemitsu Hanaoka       | Japan     | 1. Februar 1985    | 30. Juni 1988      |
| Yoshinobu Ishii         | Japan     | 1. Januar 1988     | 31. Dezember 1990  |
| Mitsuru Komaeda         | Japan     | 1. Juli 1990       | 27. November 1995  |
| Shigeharu Ueki          | Japan     | 28. November 1995  | 31. Januar 1996    |
| Toninho Moura           | Brasilien | 1. Februar 1996    | 19. September 1996 |
| Shigeharu Ueki          | Japan     | 20. September 1996 | 31. Januar 1999    |
| Eiji Ueda               | Japan     | 1. Februar 1999    | 30. Juni 1999      |
| Mitsuru Komaeda         | Japan     | 1. Juli 1999       | 31. Januar 2000    |
| Hisashi Katō            | Japan     | 1. Februar 2000    | 31. Januar 2001    |
| Kōji Tanaka             | Japan     | 1. Februar 2001    | 30. November 2002  |
| Ajam Boujarari Mohammed | Marokko   | 1. Februar 2003    | 25. Mai 2003       |
| Matsuichi Yamada        | Japan     | 16. Mai 2003       | 14. Juli 2004      |
| Tatsuya Mochizuki       | Japan     | 15. Juli 2004      | 13. September 2004 |
| Eiji Ueda               | Japan     | 15. September 2004 | 5. Juni 2006       |
| Masaaki Kanno           | Japan     | 5. Juni 2006       | 31. Januar 2009    |
| Yasuharu Sorimachi      | Japan     | 1. Februar 2009    | 31. Januar 2012    |
| Cho Kwi-jae             | Südkorea  | 1. Februar 2012    | 8. Oktober 2019    |
| Kenji Takahashi         | Japan     | 13. August 2019    | 9. Oktober 2019    |
| Bin Ukishima            | Japan     | 10. Oktober 2019   | 31. August 2021    |
| Satoshi Yamaguchi       | Japan     | 1. September 2021  | heute              |

## Auszeichnungen

### Nachwuchsspieler des Jahres
- Kazuaki Tasaka (1994)

### Elf des Jahres
- Yoshihiro Natsuka (1994)
- Betinho (1994)
- Hidetoshi Nakata (1997)